# Гуане
Гуане (исп. Guane) — город и муниципалитет на Кубе в провинции Пинар-дель-Рио.

## География
Муниципалитет примыкает к южному побережью острова. Он занимает площадь 717 км².

## История
Город Гуане был основан в 1602 году.
Муниципалитет был образован в 1976 году после реформы административного деления Кубы.